# Equus quagga crawshayi
La cebra de Crawshay (Equus quagga crawshayi) es una de las muchas subespecies de cebra común que existen. Es nativa de Zambia, al este del río Luangwa, Malaui en el sureste de Tanzania y al norte de Mozambique. La cebra de Crawshay tiene rayas muy estrechas en comparación con las demás cebras comunes.